# Xizangiana
Xizangiana (лат.) — род пауков из семейства гнафозид (Gnaphosidae). Род был впервые описан в 2004 году под названием Xizangia, но оно уже использовалось как минимум для двух других групп животных. Новое название Xizangiana было опубликовано Шервудом, Ли и Чжаном в 2022 году. По состоянию на декабрь 2023 года род включает 10 видов, известных только из Китая:
- Xizangiana benae
- Xizangiana linzhiensis
- Xizangiana longlin
- Xizangiana namchabarwa
- Xizangiana pawani
- Xizangiana plankton
- Xizangiana rigaze
- Xizangiana sedula
- Xizangiana shenxian
- Xizangiana xiangbi